# Bodrovo
Bodrovo (în bulgară Бодрово) este un sat în Obștina Dimitrovgrad, Regiunea Haskovo, Bulgaria.

## Demografie
Componența etnică a satului Bodrovo
     Bulgari (78,09%)
     Romi (16,5%)
     Turci (2,22%)
     Nicio identificare (3,17%)
La recensământul din 2011, populația satului Bodrovo era de 315 locuitori. Din punct de vedere etnic, majoritatea locuitorilor (78,09%) erau bulgari, existând și minorități de romi (16,5%) și turci (2,22%). Pentru 3,17% din locuitori nu este cunoscută apartenența etnică.

## Hărți
- bgmaps.com
- emaps.bg
- Google